# 陝西國民日報
《陝西國民日報》是發行於中華民國陝西省西安市的報紙，採油光單面鉛印，設兩大張對開四版。1926年12月22日創刊。社址設於西安市梁府街（現青年路13號西安第二印刷廠）。該報爲國民黨陝西黨部機關報，但實質上被國民黨部內的共產黨員控制。中共早期高層成員刘天章還主筆諸多社論和文章。1927年清黨，社長刘天章和編輯白超然遭逮捕。後停刊，並改組爲《陝西中山日報》。